# Callimedusa ecuatoriana
Phyllomedusa Ecuatoriana é uma espécie de anfíbio da família Phyllomedusidae. Esta perereca é endémica do Equador.
Os seus habitats naturais são: regiões subtropicais ou tropicais húmidas de alta altitude, rios, pântanos de água doce e marismas intermitentes de água doce. Esta perereca está ameaçada por perda de habitat.